# Louis Lucien Bonaparte
Louis Lucien Bonaparte (Grimley, Worcestershire, Engleska, 4. siječnja 1813. – Fano, Italija, 3. studenog 1891.), francuski jezikoslovac i filolog. 
Bio je sin Napoleonova brata Luciena (1775. – 1840.) i njegove druge supruge, Alexandrine de Bleschamps (1778. – 1855.). Jedan je od najznačajnijih jezikoslovaca baskijskog jezika čije je istraživanje među najvećim dijelom njegova opusa.
Louis-Lucien Bonaparte rođen je u Engleskoj pukim slučajem. Godine 1810. njegov otac Lucien bio je zadržan na moru od strane Britanaca na svom putu u egzil u Ameriku, zbog prekida odnosa sa svojim bratom Napoleonom. Interniran u Engleskoj Lucien je mogao kupiti Thorngrove, kuću blizu Worcestera te je tamo Louis-Lucien rođen 4. siječnja 1813. Boravak njegove obitelji u Engleskoj je bio kratak te su se 1814. vratili u Italiju.
Nakon pada njegova bratića Napoleona III. 1870. godine, vratio se u Veliku Britaniju. Učenjak i putnik, također je doprinosio u kemiji, mineralogiji i lingvistici.
Louis Lucien Bonaparte umro je u Fanu, Italija. Pokopan je na rimokatoličkom groblju Svete Marije u Kensal Greenu.
U posjetu Baskiji, Bonaparteu je pomagalo nekoliko osoba, među kojima između ostalog, carinski kapetan Jean Duvoisin, Fray Antonio José Uriarte, otac Jose Samper, Mariano Mendigatxa, Prudencio Hualde, Klaudio Otaegi,otac Ibarnegarai, kanonik Zuberoe i otac Emmanuel Intxauspe Udabe Joan Eloi.
Njegova klasifikacija narječja baskijskog jezika se još uvijek koristi.
Bonaparte je također podupirao prijevod Evanđelja po Mateju na galicijski jezik (Evanxeo San Mateo). Ovaj zadatak je prvi put izveo Vincent Turner, ali Bonaparte ga je smatrao previše španjolskim (kastilskim) i konačno zadatak je obavio Jose Sanchez Santa Maria. To je objavljeno u Londonu 1861. pod naslovom "Komparativna zapažanja o izgovoru Galicije, Asturije, španjolskom i portugalskom jeziku." Podupirao je i prijevod Evanđelja po Mateju na asturijski jezik, koji je izradio Manuel Fernández de Castro godine 1871.
Louis Lucien je proučavao narječja engleskog, talijanskog, sardinijskog i albanskog jezika.
Prijavio je Williama Prycea za to što je plagirao istraživanja Edwarda Lhuyda iz kornijskog i ostalih keltskih jezika.

## Galerija
- Carte des sept Provinces Basques
- Carte des sept Provinces Basques